# 滋賀県道272号国友曽根線
滋賀県道272号国友曽根線（しがけんどう272ごう くにともそねせん）は、滋賀県長浜市を通る一般県道である。

## 概要
長浜市国友町から長浜市曽根町に至る。
火縄銃で有名な国友から西へと伸びる県道。

### 路線データ
- 起点：長浜市国友町（滋賀県道510号伊部近江線交点）
- 終点：長浜市曽根町（御館口交差点、国道8号交点）
- 総延長：3.8 km

## 地理

### 通過する自治体
- 長浜市

### 交差する道路
| 交差する道路                | 交差する場所 | 交差する場所        |
| --------------------------- | ------------ | ------------------- |
| 滋賀県道510号伊部近江線     | 国友町       | 起点                |
| 市役所東あじさい通り        | 下之郷町     |                     |
| 滋賀県道263号丁野虎姫長浜線 | 下之郷町     |                     |
| 国道8号                     | 曽根町       | 御館口交差点 / 終点 |

### 交差する鉄道
- 北陸本線

### 沿線
- 長浜市指定文化財 国友一貫斎屋敷
- 福増寺
- 子安観世音堂
- 日枝神社
- 善良寺